# Coupe du monde d'aviron
La Coupe du monde d'aviron est une compétition sportive internationale par équipes organisée par la fédération internationale des sociétés d'aviron (FISA). Elle a été créée en 1997 et est composée de trois régates (quatre en 2001) organisées chaque été.
À chaque épreuve, des points sont attribuées aux sept premiers bateaux et le vainqueur du classement général est déterminé à l'issue de la dernière régate de coupe du monde chaque année.
L'édition 2020 est annulée (dans son intégralité), en raison de la pandémie de Covid-19.

## Historique
| Année | Épreuves | Vainqueur        |
| ----- | --- | ---------------- |
| 1997  | - Oberschleißheim, Munich, (31 mai - 1er juin) - Paris, (21-22 juin) - Rotsee, Lucerne, (11-13 juillet)                                        | Allemagne        |
| 1998  | - Oberschleißheim, Munich, (29-31 mai) - Hazewinkel, (19-21 juin) - Rotsee, Lucerne, (10-12 juillet)                                           | Allemagne        |
| 1999  | - Hazewinkel, (28-30 mai) - Alte Donau, Vienne, (18-20 juin) - Rotsee, Lucerne, (9-11 juillet)                                                 | Allemagne        |
| 2000  | - Rotsee, Lucerne, (4-6 mars) - Vienne, (23-25 juin) - Oberschleißheim, Munich, (14-16 juillet)                                                | Allemagne        |
| 2001  | - Princeton, (26-28 avril) - Guadalquivir, Séville, (14-16 juin) - Alte Donau, Vienne, (28-30 juin) - Oberschleißheim, Munich, (13-15 juillet) | Allemagne        |
| 2002  | - Hazewinkel, (14-16 juin) - Oberschleißheim, Munich, (12-14 juillet) - Rotsee, Lucerne, (1er-3 août)                                          | Allemagne        |
| 2003  | - Idroscalo, Milan, (29-31 mai) - Oberschleißheim, Munich, (20-22 juin) - Rotsee, Lucerne, (11-13 juillet)                                     | Allemagne        |
| 2004  | - Lac Malta, Poznań, (7-9 mai) - Oberschleißheim, Munich, (27-29 mai) - Rotsee, Lucerne, (18-20 juin)                                          | Allemagne        |
| 2005  | - Lac Dorney, Dorney, (26-28 mai) - Oberschleißheim, Munich, (17-19 juin) - Rotsee, Lucerne, (8-10 juillet)                                    | Allemagne        |
| 2006  | - Oberschleißheim, Munich, (25-27 mai) - Lac Malta, Poznań, (15-17 juin) - Rotsee, Lucerne, (7-9 juillet)                                      | Allemagne        |
| 2007  | - Danube, Linz/Ottensheim, (1er-3 juin) - Bosbaan, Amsterdam, (22-24 juin) - Rotsee, Lucerne, (13-15 juillet)                                  | Royaume-Uni      |
| 2008  | - Oberschleißheim, Munich, (8-11 mai) - Rotsee, Lucerne, (30 mai - 1er juin) - Lac Malta, Poznań, (20-22 juin)                                 | Royaume-Uni      |
| 2009  | - Lac de Banyoles, (29-31 mai) - Oberschleißheim, Munich, (19-21 juin) - Rotsee, Lucerne, (10-12 juillet)                                      | Royaume-Uni      |
| 2010  | - Lac Bled, Bled, (28-30 mai) - Oberschleißheim, Munich, (18-20 juin) - Rotsee, Lucerne, (9-11 juillet)                                        | Royaume-Uni      |
| 2011  | - Oberschleißheim, Munich, (27-29 mai) - Allermöhe, Hambourg, (17-19 juin) - Rotsee, Lucerne, (8-11 juillet)                                   | Allemagne        |
| 2012  | - Ada Ciganlija, Belgrade, (3-6 mai) - Rotsee, Lucerne, (25-27 mai) - Oberschleißheim, Munich, (15-17 juin)                                    | Royaume-Uni      |
| 2013  | - Sydney, (23-24 mars) - Lac Dorney, Dorney, (22-23 juin) - Rotsee, Lucerne, (13-14 juillet)                                                   | Royaume-Uni      |
| 2014  | - Sydney, (28-30 mars) - Lac d'Aiguebelette, Aiguebelette, (20-22 juin) - Rotsee, Lucerne, (11-13 juillet)                                     | Nouvelle-Zélande |
| 2015  | - Lac Bled, Bled, (9-10 mai) - Lac de Varèse, Varèse, (18-21 juin) - Rotsee, Lucerne, (10-12 juillet)                                          | Nouvelle-Zélande |
| 2016  | - Lac de Varèse, Varèse, (15-17 avril) - Rotsee, Lucerne, (27-29 mai) - Lac Malta, Poznań, (17-19 juin)                                        | Nouvelle-Zélande |
| 2017  | - Ada Ciganlija, Belgrade, (5-7 mai) - Lac Malta, Poznań, (16-18 juin) - Rotsee, Lucerne, (7-9 juillet)                                        | Royaume-Uni      |
| 2018  | - Ada Ciganlija, Belgrade, (1er-3 juin) - Lac d'Ottensheim, Ottensheim, (21-24 juin) - Rotsee, Lucerne, (13-15 juillet)                        | Allemagne        |
| 2019  | - Rowing Canal, Plovdiv, (10-12 mai) - Lac Malta, Poznań, (21-23 juin) - Willem-Alexander Baan, Rotterdam, (12-14 juillet)                     | Australie        |
| 2020  | - Lago di Paola, Sabaudia, (10-12 avril) - Lac de Varèse, Varèse, (1er-3 mai) - Rotsee, Lucerne, (22-24 mai)                                   | — (Annulé)       |
| 2021  | - Lac de Jarun, Zagreb, (30 avril - 2 mai) - Rotsee, Lucerne, (21-23 mai) - Lago di Paola, Sabaudia, (4-6 juin)                                | Allemagne        |
| 2022  | - Rivière Save, Belgrade, (27-29 mai) - Lac Malta, Poznań, (17-19 juin) - Rotsee, Lucerne, (8-10 juillet)                                      | Pays-Bas         |
| 2023  | - Lac de Jarun, Zagreb, (5-7 mai) - Lac de Varèse, Varèse, (16-18 juin) - Rotsee, Lucerne, (7-9 juillet)                                       | Royaume-Uni      |
| 2024  | - Lac de Varèse, Varèse, (12-14 avril) - Rotsee, Lucerne, (24-26 mai) - Lac Malta, Poznań, (14-16 juin)                                        |                  |
| 2025  | - Lac de Varèse, Varèse, (13-15 juin) - Rotsee, Lucerne, (27-29 juin)                                                                          |                  |